# Острови Міріам
Острови́ Мі́ріам (рос. Острова Мириам) — група островів в Північному Льодовитому океані, у складі архіпелагу Земля Франца-Йосифа. Адміністративно належать до Приморського району Архангельської області Росії.

## Географія
Острови знаходяться в північній частині архіпелагу, входять до складу Землі Зичі. Розташовані біля північних берегів острова Джексона.
Складаються з 2 невеликих островів, які не вкриті льодом, та кам'янистої скелі біля західного острова. Рельєф рівнинний, по островах знаходяться поодинокі кам'янисті розсипи.